# Spitze Boll
Die Spitze Boll ist ein Berg im Pfälzerwald.

## Geographie

### Lage
Die Spitze Boll befindet sich auf der Waldgemarkung der Ortsgemeinde Wilgartswiesen. Zwei Kilometer nordöstlich liegt der Ortsteil Hermersbergerhof und zwei Kilometer östlich das Forsthaus Meisenhalde. Benachbarte Berge sind das Hanseneck im Westen, die Breite Boll im Nordosten und der Staufelkopf im Südosten. Südlich des Berges verläuft der Horbach, der in seinem Oberlauf den Namen Meisenbach trägt; sein rechter Zufluss Mautzenbach entspringt an der Südwestflanke. Nördlich verläuft der Scheidbach inmitten des Scheidtals.

### Naturräumliche Zuordnung
1. Großregion 1. Ordnung: Schichtstufenland beiderseits des Oberrheingrabens
2. Großregion 2. Ordnung: Pfälzisch-saarländisches Schichtstufenland
3. Großregion 3. Ordnung: Pfälzerwald
4. Region 4. Ordnung (Haupteinheit): Mittlerer Pfälzerwald
5. Region 5. Ordnung: Frankenweide

## Natur
Die Nordflanke des Bergs ist Teil der Kernzone Quellgebiet der Wieslauter des Biosphärenreservats Pfälzerwald-Nordvogesen. Darüber hinaus enthält der Berg eine niedrige Felsformation, die von Kletterern frequentiert wird.

## Charakteristika
Bei der Spitzen Boll handelt es sich um einen vollständig bewaldeten Bergkegel. Er enthält urwaldartige Buchen- und Eichenbestände.

## Tourismus
Der Gipfel ist auf Wegen oder Pfaden nicht erreichbar. Potentieller Ausgangspunkt für Wanderungen ist der Parkplatz am Hermersbergerhof. Über die Nordflanke verläuft ein Wanderweg, der mit einem blau-roten Balken markiert ist und von Kirchheimbolanden bis nach Pirmasens führt.